# Spiselig kamassia
Spiselig kamassia (Camassia quamash) er en løgplante, der har sit hjemsted i det nordvestlige USA, hvor den tjente den oprindelige befolkning som føde.
Dens klaser af blå, stjerneformede blomster gør den til en god, men ret ukendt haveplante.

## Beskrivelse
Spiselig kamassia er en flerårig, urteagtig løgplante med grundstillede blade og en opret, blomsterbærende stængel. Bladene er linjeformede med tydelig køl og bølget, men hel rand. Begge bladsider er grågrønne.
Blomstringen foregår i maj-juli, hvor man finder blomsterne 10-30 sammen i endestillede stande. De enkelte blomster er stjerneformede, 3-tallige og regelmæssige med lyseblå til violette blosterblade. Frugterne er trekantet-ægformede kapsler med mange frø.
Rodsystemet består af det kugleformede løg og de mange, grove trævlerødder, der udgår derfra.
Højde x bredde og årlig tilvækst: 0,50 x 0,25 m (50 x 25 cm/år).

## Hjemsted
Spiselig kamassia har sin naturlige udbredelse fra det sydvestlige Canada (Alberta og British Columbia) til det nordvestlige og vestlige USA (Idaho, Montana, Oregon, Washington, Wyoming, Californien, Nevada  og Utah), hvor den findes i lysåbne, til let skyggede engdrag, ofte højt oppe i Rocky Mountains. Planten fortrækker et let skygget voksested med en fugtig og næringsrig jordbund.
I det økologiske reservat, Mount Tzuhalem, som ligger på Vancouver Island, nordøst for Duncan, findes der rester af en oprindelig skov, domineret af oregoneg og douglasgran. Her vokser arten i bunden sammen med bl.a. alm. mahonie, Brodiaea coronaria (en art af trillinglilje), californisk hejre, Carex inops (en art af star), Dodecatheon hendersonii (en art af gudeblomst), Elymus glaucus (en art af kvik), hvid snebær, Lomatium utriculatum (en art i Skærmplante-familien), mangeblomstret frytle, Plectritis congesta (en art i baldrian-familien), Sanicula crassicaulis (en art af sanikel) og Trifolium oliganthum (en art af Kløver) samt mosarterne almindelig kløvtand, enejomfruhår og sandbørstemos

## Galleri
|  |  |  |
|  |  |  |

| Portal | Portal:Botanik |